# Spulber
Spulber is een Roemeense gemeente in het district Vrancea.
Spulber telt 1404 inwoners.